# محمود المجموعي
محمود المجموعي (1277 هـ/1375 هـ المُوافق لـ 1861 م– 2 آيار/مايو 1957 م)(1) عالم دين مسلم سني صوفي عراقي من أهل الزبير بجنوب العراق، ينتسب إلى الصحابي طلحة بن عبيد الله، وُلد محمود بمدينة البصرة ونشأ فيها وتلقى علوم الدين والعربية من علماء البصرة كالشيخ محمد صفوت وقاضي البصرة الشيخ أحمد نور الأنصاري، الذي هو جدّ محمود من الأم، حفظ محمودٌ القرآنَ الكريم ومتنَ أبي شجاع حتى أتقن الفقه الشافعي، عُيّن لإمامة جامع الكواز بالبصرة سنة 1877م، واستفاد من الشيخ عبد الوهاب النائب حين زارَ البصرةَ سنة 1882م، ثم تلقى العلوم الدينية في بغداد إذ أكمل تلقي العلم من عبد الوهاب النائب ومحمد سعيد النقشبندي وخليل المظفر، ثم عيّن لإمامة جامع المقام بالبصرة سنة 1894م، وفي سنة 1318 الهجرية، زارَ البصرةَ الشيخُ أبو بكر غياثُ الدين، المقيم في أربيل، ولقيه محمود المجموعي وتلقى المجموعي الطريقة الصوفية منه وأجازَهُ غياثُ الدين في الطريقة الصوفية سنة 1322 الهجرية، ثم استوطن محلة الكوت بمدينة الزبير، جنوب العراق سنة 1315 هـ، وفي سنة 1326 هـ/1904م عُيّن محمود إماماً لجامع الزبير بن العوام حيث مرقد الصحابي الزبير بن العوام في مدينة الزبير بجنوب العراق. وكانت أول صلاة له به يوم 30 ذي القعدة سنة 1342 هـ.

## أسرته
اسمه محمود بن عبد الكريم بن عثمان بن عبد الرزاق بن محمد المجموعي، وكان محمد المجموعي من شيوخ مؤسس الدعوة النجدية الشيخ محمد بن عبد الوهاب، ينتسب محمود المجموعي إلى قرية المجموعة المندرِسة في منطقة المشراق بالبصرة.

## كتبه
- منبع البركات شرح نظم الورقات.
- نظم الدرر البهية المسمى (التحفة البصْرية)، سنة 1326 الهجرية.
- نظم سلم الهداية في التصوف
- رفع الالتباس عن الاختلاف في الكأس، سنة 1322 الهجرية.
- البرهان الجلي في المحاكمة بين المغربي والموصلي.[7]
- القطر في النحو، سنة 1344 هـ.[8]

## الهوامش
- «1»: وذُكر أن محموداً المجموعي من المُعمّرين بالزبير، بلغَ 106 سنوات.[9]